# Берёзки (городской округ Солнечногорск)
Берёзки — посёлок в Московской области России. Входит в городской округ Солнечногорск, относится к территориальному управлению Поварово в рамках администрации городского округа.

## География
Расположен у одноимённой платформы Октябрьской железной дороги, в 3 км к северу от дачного посёлка Поварово. 

## Население
| 1926 | 1932 | 1966 | 1998 | 2002 | 2010 |
| ---- | ---- | ---- | ---- | ---- | ---- |
| 26   | ↗53  | ↗595 | ↘113 | ↘81  | ↘54  |

По данным Всероссийской переписи 2010 года численность постоянного населения составила 54 человека (23 мужчины, 31 женщина).
Национальный состав
По данным переписи 2002 года из 81 жителя посёлка русские составляли 99  %.

## История
С 1994 до 2005 гг. посёлок входил в Пешковский сельский округ Солнечногорского района.
С 2005 до 2019 гг. Берёзки включались в городское поселение Поварово Солнечногорского муниципального района.
С 2019 года Берёзки входят в городской округ Солнечногорск, в рамках администрации которого деревня относится к территориальному управлению Поварово.